# Vinéa
 (décembre 2024).
Si vous disposez d'ouvrages ou d'articles de référence ou si vous connaissez des sites web de qualité traitant du thème abordé ici, merci de compléter l'article en donnant les références utiles à sa vérifiabilité et en les liant à la section « Notes et références ».
Vinéa est une planète fictive, présentée dans un des cycles de la série de bande dessinée Yoko Tsuno.
Présentée comme étant jumelle de la Terre, elle appartient à un système binaire situé dans la galaxie M33, à environ 2 millions d'années-lumière de la Terre, elle est la planète-mère d’une civilisation très avancée dont une partie de la population s’est exilée sur Terre.
Vinéa et les Vinéens sont présents dans une petite moitié des albums de Yoko Tsuno et en forment un cycle iconique.

## Présentation

### Chronologie fictive

#### -2 400 000
Il y a 2,4 millions d'années, les deux étoiles du système de Vinéa se rapprochèrent l'une de l'autre. L'énergie calorique engendrée transforma la surface de la planète en une fournaise inhabitable. Les habitants trouvèrent refuge en sous-sol pour survivre. Des générations plus tard, l'attraction croissante des deux étoiles sur le point de se heurter modifia l'orbite de la planète, forçant ses habitants à une diaspora. Sur les cent vaisseaux initialement prévus, seuls onze purent être achevés avant que la pesanteur due aux étoiles trop proches n'empêche les navettes de décoller.
Les habitants restés sur Vinéa furent placés en léthargie dans six cités souterraines alors qu'une équipe de scientifiques et de techniciens construisaient une tour automatisée placée sous le contrôle d'un vinéen placé également en léthargie, ce dernier devant se réveiller quand la planète serait à nouveau viable.
Le cataclysme survint quand le noyau de l'étoile rouge explosa, s'éloignant de l'autre étoile et entrainant la planète sur une orbite plus large ou elle se stabilisa, la même face toujours orientée vers son étoile.
On ignore combien de temps les Vinéens sont restés en léthargie, mais la sixième cité exceptée, le réveil dut se produire il y a plus de 66 000 ans.

#### Il y a environ 66 000 ans
Un groupe de vinéens, dont le nombre n'est pas précisé, est banni de Vinéa pour s'être révoltés contre le despotisme du Guide Suprême (Le Vinéen placé en léthargie dans la tour automatisée). Ils débarquent sur un des satellites de la troisième planète du système vinéen, Shyra, et y fondent une cité.
Après une durée indéterminée, cinq des cités souterraines se sont également révoltées contre le Guide Suprême qui les retourna les unes contre les autres. Ces cinq cités se firent la guerre et se détruisirent mutuellement. On sait néanmoins que cette guerre étaient encore en cours il y a 2 000 ans.

#### Il y a environ 2 000 ans
Les cités de survivants se livrent une lutte meurtrière quand l'une d'elles, sur le point de perdre, crée dans la Cité de l’Abîme un arsenal sous-marin de fusées de très haute technologie, et forte d’un demi-million d'enfants destinés à les utiliser, se referme sur elle-même afin de préparer sa contre-attaque. L’éducation des enfants est assurée par vingt Archanges — des androïdes placés sous le contrôle de la reine Hégora, un être artificiel pouvant ressusciter grâce à des copies d'elle-même, processus supervisé par le robot Tryak.
Cette reine deviendra un dictateur pour la cité, projetant de conquérir Vinéa — plan refusé par les Archanges, qui n'élevèrent pas les enfants au-delà de l'adolescence. Ces enfants étaient alors capturés par Hégora pour former son peuple.
Ce cycle prendra fin lorsque Yoko participera à la destruction de deux copies de la reine, Tryak se chargeant de détruire les trois dernières. Yoko deviendra peu après la nouvelle reine de la cité, position qu’elle accepte en attendant que les Vinéens trouvent une solution concernant ses habitants. (voir tome 13 : Les Archanges de Vinéa.)

#### Époque contemporaine
Des Vinéens du onzième vaisseau reviennent sur Vinéa (tome 6 : Les 3 soleils de Vinéa). Ils découvrent leur planète quasiment intacte, 2 400 000 années après le cataclysme, mais dotée désormais d’une rotation synchrone, c’est-à-dire d’une rotation exposant toujours la même face aux deux étoiles de son système stellaire. Cette situation avait provoqué la séparation de Vinéa en deux zones, l’une constamment exposée aux rayons solaires et d’un climat brûlant, l’autre dans une éternelle obscurité et glaciale, mais les populations vinéennes qui avaient survécu au bouleversement stellaire avaient pu aménager des barrières climatiques permettant la création d’une zone intermédiaire tempérée entre les deux zones aux climats extrêmes.
Une station solaire en orbite put, très peu de temps après leur retour, éclairer une zone de l'hémisphère nocturne, permettant d'actionner des mécanismes au sol. Cette source de lumière forma le « troisième » soleil de Vinéa. D’autres stations solaires, identiques ou similaires, furent rapidement mises en place. Dès l’album vinéen suivant (tome 8 : Les Titans), cinq sont opérationnelles et d’autres en construction. La population de retour d’exil décida de s’installer dans la zone glaciale, sur les vestiges d’une ancienne cité abandonnée et sous leurs « soleils » artificiels.

### Géographie
Sur sa surface, on trouve de nombreuses montagnes, des rivières, un océan…
Les sites mentionnés dans l’œuvre :
- les Six Cités
- la Cité de l'Abîme
- le Mémorial de Xunk
- La chaîne de Katopt
- La tour de la zone tempérée

### Habitants
Ses habitants sont humanoïdes et ont la peau bleue. Ceux dont les noms sont mentionnés dans les albums sont :
- Khâny
- Poky
- Syndā
- Vynka
- Trâja
- Lhâna
- Sylka
- Wéghà
- Kandā
- Lāthy
- Wangha
- Karpan, lui aussi originaire de Vinéa, mais décédé avant de la revoir.

### Technologie
Les Vinéens disposent d'une technologie très avancée. On peut citer :
- les différentes navettes se déplaçant dans l'atmosphère, en ajoutant une "section arrière", dans l'espace[4] ;
- la navette intergalactique qui se déplace plus vite que la lumière, elle met 63 jours pour parcourir 2 millions d'années-lumière (première apparition dans le tome 6 : Les 3 soleils de Vinéa) ;
- une matière radioactive, le vinadium, qui prolonge l'existence tant que l'on est soumis à son rayonnement (voir le tome 18 : Les Exilés de Kifa) ;
- la maîtrise du magma terrestre pour créer des continents (dans le tome 3: La Forge de Vulcain) ;
- le rayon désintégrateur, dont il existe une version portative[5] ;
- le casque traducteur, qui facilite la communication entre Terriens et Vinéens[9] ;
- les caissons d'hibernation[10],[note 2], d'usages variés ;
- des barrières climatiques qui contrôlent les mouvements atmosphériques de Vinéa ;
- des robots, androïdes et gynoïdes, aussi intelligents que des humains[réf. nécessaire] ;
- la capacité de copier sur support informatique la personnalité et les capacités de réflexion d’un être biologique ;
- l'imprimante 3D (dès 1973, dans La forge de Vulcain).

### Environnement
D'autres mondes sont situés à proximité de la planète :
- Shŷra, une planète ou petite étoile disloquée, frôlant tous les cinq ans le système de la planète géante K-3 et de ses satellites, au nombre desquels se trouve Ixo, une lune glacée où sont stockés des déchets vinéens dangereux.
- Ultima (« univers » avec ses nuées intemporelles).

## Le bleu vinéen
Les origines de la planète Vinéa (anagramme de la marque de crème hydratante Nivea) sont expliquées par Roger Leloup dans le supplément du tome 20 (L'Astrologue de Bruges) :

« Vinéa est un univers qui peut exister, mais que j'ai créé de toutes pièces. Son origine remonte à mon enfance. Dans le salon de coiffure de mon père, une publicité vantant la crème Nivea - que, dyslexique, j'avais transformée en Vinéa - avait attiré mon attention. Avec le temps, l'image s'était décolorée et seul le bleu était resté. Une fille, sur l'affiche, avait donc la peau de cette couleur. J'étais convaincu que cette crème rendait la peau bleue. Et quand j'ai imaginé ce peuple venu de l'espace, je me suis rappelé tout cela. Il faut - hélas ! - parfois attendre d'être adulte pour pouvoir raconter ses rêves d'enfance. »

« En cherchant un nom pour ma planète, j’ai pensé à Vénus et Vinéa m’est revenu. C’est un beau nom de planète, Vinéa. »
La couleur bleu pâle avait aussi une autre motivation :

« Si je les faisais mauves, l'imprimerie les aurait rendus une fois roses, une fois bleus. En vert, ils seraient devenus parfois jaunes ou bleus. Alors je les ai faits bleu pâle pour rester efficace et les différencier des Schtroumpfs. On avait beaucoup de problèmes de reproduction à l'époque. »

## Apparition dans la série
Les albums de la série Yoko Tsuno ne font pas tous référence aux Vinéens. Ceux-ci n'apparaissent que dans les tomes suivants :
- Tome 1 :  Le Trio de l'étrange
- Tome 3 :  La Forge de Vulcain
- Tome 6 :  Les 3 soleils de Vinéa
- Tome 8 :  Les Titans
- Tome 10 : La Lumière d'Ixo
- Tome 13 : Les Archanges de Vinéa
- Tome 18 : Les Exilés de Kifa
- Tome 21 : La Porte des âmes
- Tome 25 : La Servante de Lucifer
- Tome 27 : Le Secret de Khâny
- Tome 28 : Le Temple des immortels
- Tome 30 : Les Gémeaux de Saturne

De cette liste, les tomes 1, 3, 25 et 27 se déroulent uniquement dans notre système solaire, non dans celui de Vinéa.
Après l'album initial Le Trio de l'étrange, Roger Leloup enchaîne avec une histoire sans les Vinéens puis y revient en alternant un album sur deux avant que leurs apparitions soient moins régulières : « J’ai alterné à partir du deuxième album avec une histoire plus terrestre « L’Orgue du diable ». Ce changement de style sur mes deux premiers albums était évidemment très intéressant pour moi. Et j’ai repris l’histoire des Vinéens sur le troisième album « La Forge de Vulcain ». C’est assez amusant parce que les lecteurs qui aimaient bien la science-fiction me réclamaient les Vinéens et ceux qui préféraient le fantastique me disaient : « Ah non, j’aime mieux les histoires terrestres! » »